# French Open 2007
Die 106. French Open 2007 fanden vom 27. Mai bis zum 10. Juni 2007 in Paris im Stade Roland Garros statt.
Titelverteidiger im Einzel waren Rafael Nadal bei den Herren sowie Justine Henin bei den Damen. Im Herrendoppel waren Jonas Björkman und Maks Mirny, im Damendoppel Lisa Raymond und Samantha Stosur die Titelverteidiger. Katarina Srebotnik und Nenad Zimonjić waren die Titelverteidiger im Mixed.
Im Herreneinzel gewann Rafael Nadal zum dritten Mal in Folge. Mit ihrem Sieg im Dameneinzel egalisierte Justine Henin, welche während des Turniers keinen Satz abgab, den Open-Era-Rekord von Monica Seles. Im Herrendoppel siegten Mark Knowles und Daniel Nestor, im Damendoppel Alicia Molik und Mara Santangelo. Den Titel im Mixed gewannen Nathalie Dechy und Andy Ram.

## Herreneinzel
Setzliste
| Nr. | Spieler           | Erreichte Runde |
| --- | ----------------- | --------------- |
| 01. | Roger Federer     | Finale          |
| 02. | Rafael Nadal      | Sieg            |
| 03. | Andy Roddick      | 1. Runde        |
| 04. | Nikolai Dawydenko | Halbfinale      |
| 05. | Fernando González | 1. Runde        |
| 06. | Novak Đoković     | Halbfinale      |
| 07. | Ivan Ljubičić     | 3. Runde        |
| 08. | James Blake       | 1. Runde        |
| 09. | Tommy Robredo     | Viertelfinale   |
| 10. | Tomáš Berdych     | 1. Runde        |
| 11. | Richard Gasquet   | 2. Runde        |
| 12. | David Ferrer      | 3. Runde        |
| 13. | Michail Juschny   | Achtelfinale    |
| 14. | Lleyton Hewitt    | Achtelfinale    |
| 15. | David Nalbandian  | Achtelfinale    |
| 16. | Marcos Baghdatis  | Achtelfinale    |

| Nr. | Spieler               | Erreichte Runde |
| --- | --------------------- | --------------- |
| 17. | Juan Carlos Ferrero   | 3. Runde        |
| 18. | Juan Ignacio Chela    | 2. Runde        |
| 19. | Guillermo Cañas       | Viertelfinale   |
| 20. | Jarkko Nieminen       | 3. Runde        |
| 21. | Dmitri Tursunow       | 2. Runde        |
| 22. | Marat Safin           | 2. Runde        |
| 23. | Carlos Moyá           | Viertelfinale   |
| 24. | Dominik Hrbatý        | 1. Runde        |
| 25. | Robin Söderling       | 1. Runde        |
| 26. | Agustín Calleri       | 1. Runde        |
| 27. | Jürgen Melzer         | 2. Runde        |
| 28. | Philipp Kohlschreiber | 2. Runde        |
| 29. | Filippo Volandri      | Achtelfinale    |
| 30. | Julien Benneteau      | 1. Runde        |
| 31. | Florian Mayer         | 1. Runde        |
| 32. | Nicolás Almagro       | 2. Runde        |

## Dameneinzel
Setzliste
| Nr. | Spielerin          | Erreichte Runde |
| --- | ------------------ | --------------- |
| 01. | Justine Henin      | Sieg            |
| 02. | Marija Scharapowa  | Halbfinale      |
| 03. | Swetlana Kusnezowa | Viertelfinale   |
| 04. | Jelena Janković    | Halbfinale      |
| 05. | Amélie Mauresmo    | 3. Runde        |
| 06. | Nicole Vaidišová   | Viertelfinale   |
| 07. | Ana Ivanović       | Finale          |
| 08. | Serena Williams    | Viertelfinale   |
| 09. | Anna Tschakwetadse | Viertelfinale   |
| 10. | Dinara Safina      | Achtelfinale    |
| 11. | Nadja Petrowa      | 1. Runde        |
| 12. | Daniela Hantuchová | 3. Runde        |
| 13. | Jelena Dementjewa  | 3. Runde        |
| 14. | Patty Schnyder     | Achtelfinale    |
| 15. | Shahar Peer        | Achtelfinale    |
| 16. | Li Na              | 3. Runde        |

| Nr. | Spielerin               | Erreichte Runde |
| --- | ----------------------- | --------------- |
| 17. | Katarina Srebotnik      | 3. Runde        |
| 18. | Marion Bartoli          | Achtelfinale    |
| 19. | Tathiana Garbin         | Achtelfinale    |
| 20. | Sybille Bammer          | Achtelfinale    |
| 21. | Ai Sugiyama             | 3. Runde        |
| 22. | Aljona Bondarenko       | 2. Runde        |
| 23. | Francesca Schiavone     | 3. Runde        |
| 24. | Anabel Medina Garrigues | Achtelfinale    |
| 25. | Lucie Šafářová          | Achtelfinale    |
| 26. | Venus Williams          | 3. Runde        |
| 27. | Samantha Stosur         | 3. Runde        |
| 28. | Mara Santangelo         | 3. Runde        |
| 29. | Gisela Dulko            | 2. Runde        |
| 30. | Julija Wakulenko        | 1. Runde        |
| 31. | Séverine Brémond        | 1. Runde        |
| 32. | Martina Müller          | 2. Runde        |

## Herrendoppel
Setzliste
| Nr. | Paarung                        | Erreichte Runde |
| --- | ------------------------------ | --------------- |
| 01. | Bob Bryan Mike Bryan           | Viertelfinale   |
| 02. | Jonas Björkman Maks Mirny      | Viertelfinale   |
| 03. | Martin Damm Leander Paes       | 2. Runde        |
| 04. | Fabrice Santoro Nenad Zimonjić | Halbfinale      |
| 05. | Paul Hanley Kevin Ullyett      | 2. Runde        |
| 06. | Mark Knowles Daniel Nestor     | Sieg            |
| 07. | Jonathan Erlich Andy Ram       | Achtelfinale    |
| 08. | Simon Aspelin Julian Knowle    | Achtelfinale    |

| Nr. | Paarung                              | Erreichte Runde |
| --- | ------------------------------------ | --------------- |
| 09. | Lukáš Dlouhý Pavel Vízner            | Finale          |
| 10. | Arnaud Clément Michaël Llodra        | Achtelfinale    |
| 11. | Andrei Pavel Alexander Waske         | Achtelfinale    |
| 12. | Mariusz Fyrstenberg Marcin Matkowski | 1. Runde        |
| 13. | Yves Allegro Jim Thomas              | 2. Runde        |
| 14. | Ashley Fisher Tripp Phillips         | 1. Runde        |
| 15. | Wesley Moodie Todd Perry             | 1. Runde        |
| 16. | Martín García Sebastián Prieto       | 2. Runde        |

## Damendoppel
Setzliste
| Nr. | Paarung                                        | Erreichte Runde |
| --- | ---------------------------------------------- | --------------- |
| 01. | Lisa Raymond Samantha Stosur                   | Halbfinale      |
| 02. | Cara Black Liezel Huber                        | Halbfinale      |
| 03. | Yan Zi Zheng Jie                               | 1. Runde        |
| 04. | Květa Peschke Rennae Stubbs                    | Achtelfinale    |
| 05. | Chan Yung-jan Chuang Chia-jung                 | Viertelfinale   |
| 06. | Anna-Lena Grönefeld Paola Suárez               | 1. Runde        |
| 07. | Katarina Srebotnik Ai Sugiyama                 | Finale          |
| 08. | Anabel Medina Garrigues Virginia Ruano Pascual | Viertelfinale   |
| 09. | Jelena Lichowzewa Jelena Wesnina               | 1. Runde        |

| Nr. | Paarung                              | Erreichte Runde |
| --- | ------------------------------------ | --------------- |
| 10. | Janette Husárová Meghann Shaughnessy | Viertelfinale   |
| 11. | Shahar Peer Dinara Safina            | Achtelfinale    |
| 12. | Vania King Jelena Kostanić Tošić     | 1. Runde        |
| 13. | Tathiana Garbin Meilen Tu            | 1. Runde        |
| 14. | Tathiana Garbin Meilen Tu            | Rückzug         |
| 15. | Wera Duschewina Tetjana Perebyjnis   | Achtelfinale    |
| 16. | Maria Elena Camerin Gisela Dulko     | Viertelfinale   |
| 17. | Alicia Molik Mara Santangelo         | Sieg            |

## Mixed
Setzliste
| Nr. | Paarung                            | Erreichte Runde |
| --- | ---------------------------------- | --------------- |
| 01. | Bob Bryan Lisa Raymond             | Viertelfinale   |
| 02. | Kevin Ullyett Liezel Huber         | Viertelfinale   |
| 03. | Jonas Björkman Francesca Schiavone | Rückzug         |
| 04. | Martin Damm Květa Peschke          | 1. Runde        |

| Nr. | Paarung                           | Erreichte Runde |
| --- | --------------------------------- | --------------- |
| 05. | Mark Knowles Yan Zi               | Halbfinale      |
| 06. | Nenad Zimonjić Katarina Srebotnik | Finale          |
| 07. | Mike Bryan Chan Yung-jan          | 1. Runde        |
| 08. | Andy Ram Nathalie Dechy           | Sieg            |

## Junioren

### Junioreneinzel
Den Titel bei den Junioren gewann der an Position zwölf gesetzte Belarusse Wladimir Ignatic, der sich im Finale in zwei Sätzen mit 6:3 und 6:4 gegen die Nummer fünf der Setzliste Greg Jones (Australien) durchsetzen konnte.

### Juniorinneneinzel
Setzliste
| Nr. | Spielerin                    | Erreichte Runde |
| --- | ---------------------------- | --------------- |
| 01. | Anastassija Pawljutschenkowa | Halbfinale      |
| 02. | Alizé Cornet                 | Sieg            |
| 03. | Anastassija Piwowarowa       | 2. Runde        |
| 04. | Sorana Cîrstea               | Achtelfinale    |
| 05. | Jewgenija Rodina             | Viertelfinale   |
| 06. | Ksenija Mileuskaja           | Halbfinale      |
| 07. | Julia Cohen                  | 1. Runde        |
| 08. | Nikola Hofmanova             | Viertelfinale   |

| Nr. | Spielerin         | Erreichte Runde |
| --- | ----------------- | --------------- |
| 09. | Madison Brengle   | Achtelfinale    |
| 10. | Xenija Perwak     | 1. Runde        |
| 11. | Chang Kai-chen    | 2. Runde        |
| 12. | Xenija Lykina     | 2. Runde        |
| 13. | Tamaryn Hendler   | 1. Runde        |
| 14. | Bojana Jovanovski | 1. Runde        |
| 15. | Julia Glushko     | 2. Runde        |
| 16. | Reka Zsilinszka   | Achtelfinale    |

### Juniorinnendoppel
Setzliste
| Nr. | Paarung                              | Erreichte Runde |
| --- | ------------------------------------ | --------------- |
| 01. | Madison Brengle Julia Cohen          | 1. Runde        |
| 02. | Xenija Lykina Anastassija Piwowarowa | Achtelfinale    |
| 03. | Ksenija Mileuskaja Urszula Radwańska | Sieg            |
| 04. | Jewgenija Rodina Arina Rodionowa     | 1. Runde        |

| Nr. | Paarung                            | Erreichte Runde |
| --- | ---------------------------------- | --------------- |
| 05. | Kristina Antoniychuk Xenija Perwak | Achtelfinale    |
| 06. | Julia Glushko Oksana Kalaschnikowa | 1. Runde        |
| 07. | Klaudia Boczová Kristína Kučová    | Viertelfinale   |
| 08. | Mallory Cecil Zhang Ling           | 1. Runde        |

## Rollstuhltennis

### Herreneinzel-Rollstuhl
Setzliste
| Nr. | Spieler         | Erreichte Runde |
| --- | --------------- | --------------- |
| 01. | Shingo Kunieda  | Sieg            |
| 02. | Robin Ammerlaan | Finale          |

### Dameneinzel-Rollstuhl
Setzliste
| Nr. | Spielerin       | Erreichte Runde |
| --- | --------------- | --------------- |
| 01. | Esther Vergeer  | Sieg            |
| 02. | Sharon Walraven | Halbfinale      |

### Herrendoppel-Rollstuhl
Setzliste
| Nr. | Paarung                           | Erreichte Runde |
| --- | --------------------------------- | --------------- |
| 01. | Shingo Kunieda Satoshi Saida      | Finale          |
| 02. | Stéphane Houdet Michaël Jeremiasz | Sieg            |

### Damendoppel-Rollstuhl
Setzliste
| Nr. | Paarung                            | Erreichte Runde |
| --- | ---------------------------------- | --------------- |
| 01. | Maaike Smit Esther Vergeer         | Sieg            |
| 02. | Florence Alix-Gravellier Mie Yaosa | Finale          |